# Festival del Cinema di Gramado
Il Festival del Cinema di Gramado (anche noto come Gramado Film Festival o semplicemente come Festival de Gramado) è uno dei principali e più antichi festival cinematografici del Sudamerica, nonché il più grande festival cinematografico brasiliano. Si tiene annualmente a Gramado, nello stato di Rio Grande do Sul.

## Storia del Festival
Il festival nasce nel 1969 come rassegna cinematografica biennale collaterale alla mostra floristica Festa das Hortências. Viene ufficializzato e istituzionalizzato nel 1973 con l'apporto dell'Istituto Nacional do Cinema, e da allora assume cadenza annuale. Il premio principale è il Kikito d'oro, che prende il nome da una statua (il "Kikito") creata in occasione della prima edizione del premio dalla scultrice Elisabeth Rosenfeld. Inizialmente riservato a sole pellicole brasiliane, nel 1992 il concorso principale è stato aperto anche a produzioni dell'America Latina, con il festival che è stato esso stesso rinominato come "Festival de Gramado - Cinema Brasileiro e Latino".